# 小野崎 (つくば市)

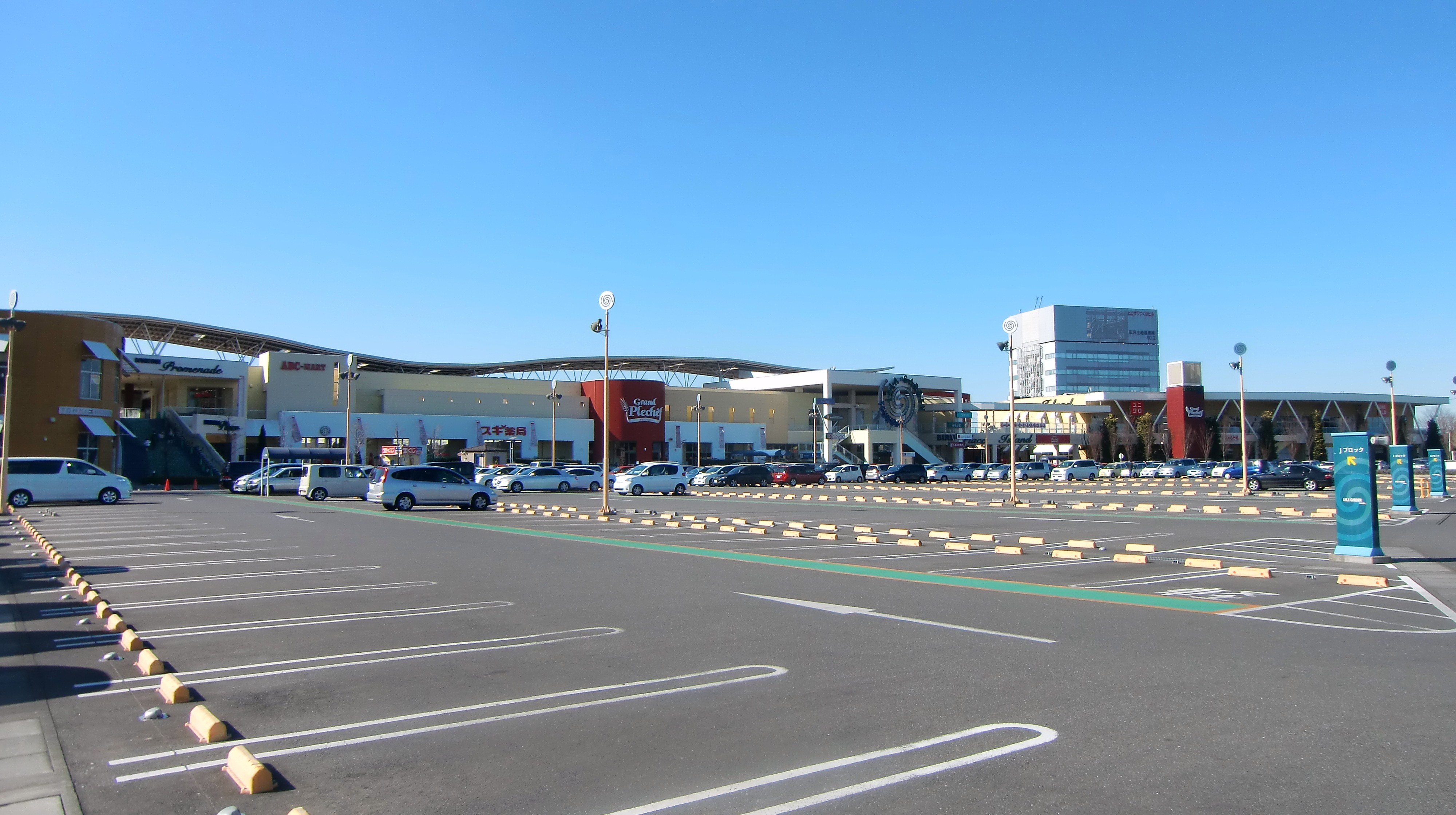
かつて当地に所在していたLALAガーデンつくば

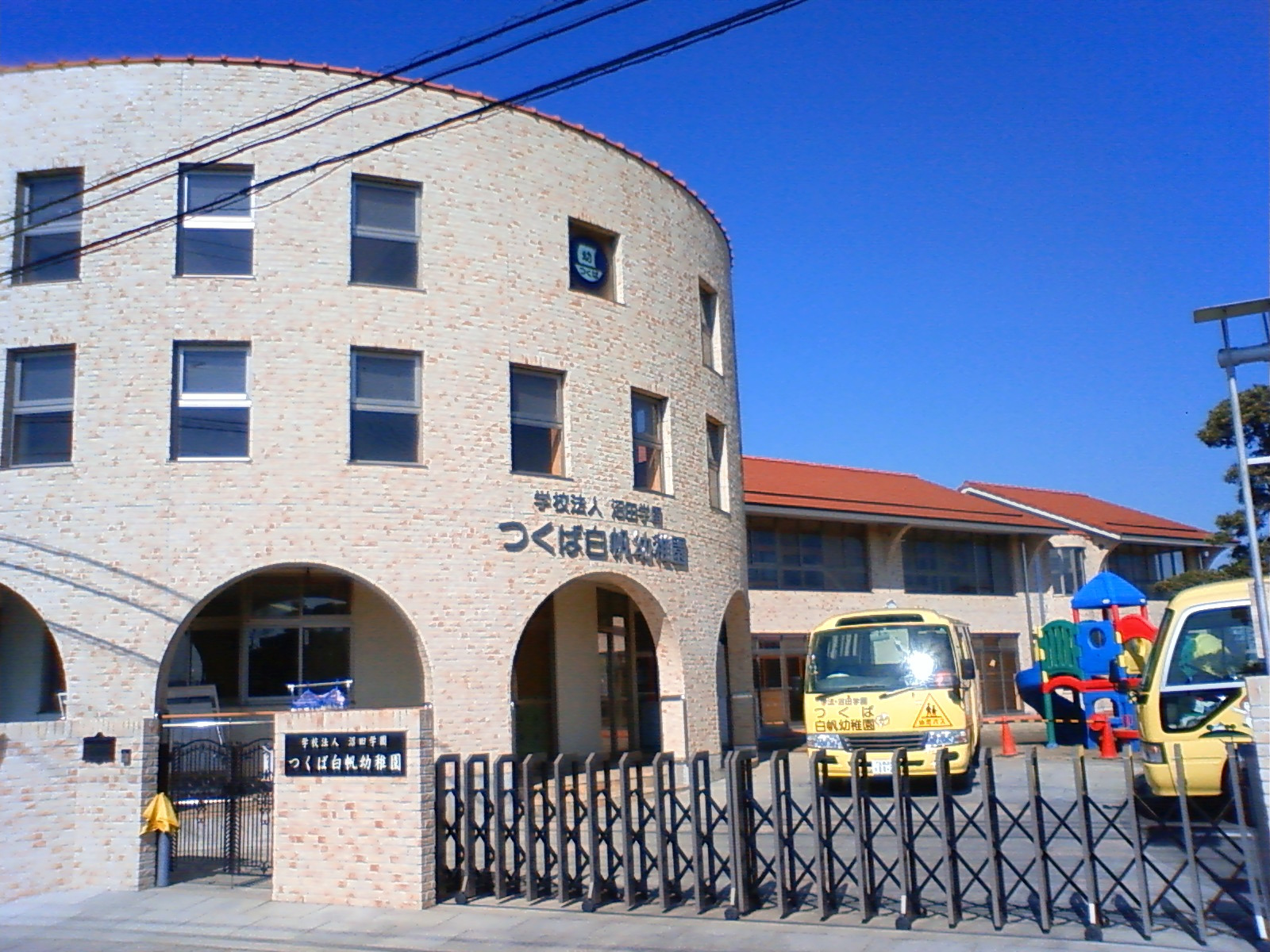
つくば白帆幼稚園

小野崎（おのざき）は茨城県つくば市にある地名。郵便番号は305-0034。

## 概要
つくば市の東部、筑波研究学園都市周辺開発地区に位置する。東と西を研究学園地区に挟まれている。地域内に国道408号（土浦学園線）が通り、かつては三井ショッピングパーク LALAガーデンつくばがあった。（2022年に閉店し、現在は更地となっている）
東は東新井・二の宮・吾妻・春日、西は松代・原、南は松野木、北は刈間と接している。

## 沿革
- 1889年（明治22年） - 稲敷郡手代木村、上横場村、今泉村、榎戸村、北中妻村、南中妻村、下横場村、市ノ台村、館野村、北中島村、稲岡村、赤塚村、下原村、新牧田村、梶内村、中内村、松野木村、西大沼村、上原村と合併し、稲敷郡小野川村大字小野崎となる。
- 1896年（明治29年） - 筑波郡に編入。筑波郡小野川村大字小野崎となる。
- 1955年（昭和30年） - 谷田部町、葛城村、島名村、真瀬村の一部と合併し、筑波郡谷田部町大字小野崎となる。
- 1987年（昭和62年） - 新治郡桜村、筑波郡豊里町、大穂町と合併。市制施行により、つくば市大字小野崎となる。
- 2002年（平成14年） - 稲敷郡茎崎町と合併。同時に住所より｢大字｣を撤廃。つくば市小野崎となる。

## 世帯数と人口
2017年（平成29年）8月1日現在の世帯数と人口は以下の通りである。
| 町丁   | 世帯数  | 人口    |
| ------ | ------- | ------- |
| 小野崎 | 460世帯 | 1,439人 |

## 小・中学校の学区
市立小・中学校に通う場合、以下の学区となる。
| 地域                     | 小学校         | 中学校       |
| ------------------------ | -------------- | ------------ |
| 小池常設区（小野崎北部） | 葛城小学校     | 手代木中学校 |
| その他（南部）           | 手代木南小学校 | 手代木中学校 |

## 施設
- マクドナルドつくば学園店
- 学校法人沼田学園つくば白帆幼稚園
- セブンイレブンつくば小野崎店